# محاصره مکه (۶۹۲)
محاصره دوم مکه در پایان فتنه دوم در سال ۶۹۲ روی داد، زمانی که نیروهای خلیفه اموی، عبدالملک بن مروان، به محاصره و شکست رقیب خود، خلیفه عبدالله بن زبیر، در مرکز قدرتش مکه پرداختند.
پس از مرگ خلیفه یزید در سال ۶۸۳، ابن زبیر به عنوان خلیفه در بیشتر استان‌های خلافت شناخته شد، در حالی که امویان که از پایان فتنه اول خلافت را در دست داشتند، حکومت شان در شام بود. در آنجا، قبایل حامی اموی، مروان بن حکم را در سال ۶۸۴ به عنوان خلیفه انتخاب کردند؛ پس از مرگ او در سال ۶۸۵، پسرش و جانشینش عبدالملک، وظیفه بازپس‌گیری قدرت اموی در سراسر خلافت را بر عهده گرفت. پس از شکست دادن دشمنانش در شام و عراق، او فرمانده‌اش، حجاج بن یوسف را به مکه فرستاد تا ابن زبیر را شکست دهد. برای جلوگیری از خونریزی در حرم، به حجاج دستور داده شد که شهر را محاصره کند و ابن زبیر را از گرسنگی به زانو درآورد. محاصره از مارس ۶۹۲ آغاز شد و به مدت شش تا هفت ماه ادامه داشت. شهر با منجنیق بمباران شد و تأمین مواد غذایی قطع گردید که منجر به فرار گسترده پیروان ابن زبیر شد. او به همراه چند حامی باقی‌مانده‌اش در اکتبر ۶۹۲ کشته شد. این محاصره به جنگ داخلی ده ساله پایان داد و خلافت تحت رهبری عبدالملک یکپارچه شد. کعبه که در اثر بمباران منجنیق آسیب دیده بود، طبق طرح اصلی زمان پیامبر اسلام، محمد، بازسازی شد.

## ریشه تاریخی
با مرگ اولین خلیفهٔ اموی، معاویه بن ابی‌سفیان، در آوریل سال ۶۸۰ میلادی، فتنه دوم آغاز شد. در این زمان، رهبران برجستهٔ مسلمان مانند عبدالله بن زبیر و حسین بن علی و مردم مدینه علیه خلیفهٔ جدید، یزید بن معاویه، قیام کردند. اگرچه حسین و مردم مدینه در نبرد کربلا در اکتبر ۶۸۰ میلادی و نبرد حره در اوت ۶۸۳ شکست خوردند، عبدالله بن زبیر به مخالفت خود با یزید از مکه، ادامه داد.
نیروهای یزید در سپتامبر ۶۸۳ میلادی، مکه را محاصره و شهر را با منجنیق هدف قرار دادند. در جریان این محاصره، کعبه دچار آتش‌سوزی شد که منجر به شکسته شدن سنگ سیاه مقدس (حجرالاسود) به سه قسمت گردید.
یزید در نوامبر همان سال درگذشت و با رسیدن خبر مرگ او، فرمانده سپاه محاصره‌کننده، حصین بن نمیر، به دلیل عدم اطلاع از اینکه اکنون باید برای چه کسی بجنگد، عقب‌نشینی کرد. او به عبدالله بن زبیر پیشنهاد بیعت داد به شرط آنکه به شام، مرکز خلافت اموی، نقل مکان کند، اما ابن زبیر این پیشنهاد را رد کرد و حصین بن نمیر با نیروهایش منطقه را ترک کرد.
پس از یزید، پسرش معاویه دوم به خلافت رسید، اما اقتدار او تنها به بخش‌هایی از شام (سوریهٔ امروزی) محدود بود.

## محاصره مکه
پس از شکست مصعب بن زبیر در جنگ نبرد دیرالجثالیق، عبدالملک بن مروان سردار خود، حجاج بن یوسف، را با دو هزار سرباز شامی به سوی مکه فرستاد تا عبدالله بن زبیر را از طریق مذاکره و با دادن امان، وادار به تسلیم کند. به حجاج دستور داده شده بود که از ریختن خون در شهر خودداری کند، و در صورتی که ابن زبیر تسلیم نشود، شهر را محاصره نماید.
طبق دستور عبدالملک، حجاج به جای حرکت مستقیم به سوی مکه، ابتدا به زادگاهش طائف رفت. او در ژانویه ۶۹۲ میلادی وارد طائف شد و چندین واحد نظامی به دشت عرفات فرستاد و در درگیری‌هایی پیروان ابن زبیر را شکست داد. مذاکرات با ابن زبیر شکست خورد و حجاج از عبدالملک درخواست نیروهای کمکی و اجازه حمله به مکه کرد. عبدالملک این اجازه را صادر کرد و به طارق بن عمرو، که مدینه را در اختیار داشت، دستور داد که قوای حجاج را در مکه تقویت کند.
حجاج در ۲۵ مارس ۶۹۲ میلادی مکه را محاصره کرد و نیروهای تقویتی به فرماندهی طارق بن عمرو یک ماه بعد رسیدند. راه‌های تأمین غذا به شهر قطع شد و باعث کمبود مواد غذایی گردید. از کوه ابوقبیس با منجنیق شهر را بمباران کردند. این بمباران حتی در جریان مناسک حج نیز ادامه یافت. به گفته مورخ قرن نهم، احمد بن یحیی بلاذری، بنا به درخواست عبدالله بن عمر، پسر بانفوذ خلیفه دوم عمر بن خطاب، بمباران در زمان حج متوقف شد.
با این حال، هنگامی که ابن زبیر اجازه نداد حجاج طواف خانهٔ خدا را انجام دهد، حجاج خشمگین شد و دستور داد منجنیق‌ها به سمت خود کعبه شلیک کنند. با این حال، طبق نظر مورخ عبدالامیر دیکسون، فقط بخش‌هایی از کعبه هدف قرار گرفت که توسط ابن زبیر بازسازی شده بود. طوفان ناگهانی باعث ترس در میان سربازان شد و آن را نشانهٔ خشم الهی دانستند و شلیک را متوقف کردند. اما حجاج آنان را قانع کرد که طوفان یک پدیدهٔ طبیعی است و اگر نشانه‌ای باشد، نشانهٔ پیروزی است؛ بنابراین، بمباران دوباره آغاز شد.
با وخامت اوضاع شهر و وعدهٔ عفو از سوی حجاج، حدود ده هزار نفر از مدافعان، از جمله دو پسر ابن زبیر، تسلیم شدند.
عبدالله بن زبیر نزد مادرش رفت و از او مشورت خواست که آیا تسلیم شود یا نه. مادرش او را تشویق به جنگ کرد و به سن بالای او و فداکاری کسانی که برای او جنگیده بودند اشاره کرد. ابن زبیر به همراه پسر کوچک خود و اندک یاران باقیمانده‌اش، از جمله عبدالله بن مطیع، والی سابق کوفه، به حجاج حمله کرد و در نبرد کشته شد. سر او را برای عبدالملک فرستادند و بدنش را به دار آویختند. تاریخ کشته شدن او به‌صورت‌های مختلف ۴ اکتبر یا ۳ نوامبر ذکر شده است.

## پیامد
مرگ عبدالله بن زبیر پایان جنگ داخلی را رقم زد و خلافت بار دیگر تحت رهبری امویان متحد شد. این سال در تاریخ به عنوان «سال وحدت» شناخته شد. حجاج بن یوسف به فرمانداری حجاز، یمن (جنوب غربی جزیره‌العرب) و یمامه (مرکز عربستان) منصوب شد.
کعبه که در جریان بمباران آسیب دیده بود — دیوارهای آن بر اثر اصابت سنگ‌های منجنیق ترک برداشته بودند — دوباره بازسازی شد. ساختمان اصلی از زمان پیامبر اسلام پیش‌تر در جریان محاصره سال ۶۸۳ میلادی در سال ۶۸۳، بر اثر آتش‌سوزی آسیب دیده بود. ابن زبیر کعبه را بازسازی کرده و در طراحی آن تغییراتی داده بود. او طرح مربع‌شکل را به مستطیل تغییر داد تا حجر اسماعیل (حطیم) را نیز دربر گیرد، بر اساس روایتی که پیامبر اسلام چنین نیتی داشته است. او همچنین دری دوم به بنا افزود؛ در حالی که بنای اصلی تنها یک در داشت.
به دستور عبدالملک بن مروان، حجاج بن یوسف کعبه را خراب کرده و آن را طبق طرح اصلی زمان پیامبر بازسازی کرد. این شکل از کعبه تا به امروز باقی مانده است.
طبق گفتهٔ بلاذری، عبدالملک در اواخر عمر خود از این دستور به حجاج پشیمان شد و آرزو می‌کرد که ای کاش کعبه را به همان شکلی که ابن زبیر بازسازی کرده بود، باقی می‌گذاشت. او از سوزاندن کعبه در جریان محاصرهٔ ۶۸۳ میلادی نیز شوکه شده بود. بمباران و تخریب بعدی کعبه به دستور او، به شهرت و اعتبارش آسیب زد و در سنت تاریخی مسلمانان باعث تقویت دیدگاه‌های ضد اموی شد.
با این حال، هواداران امویان بازسازی کعبه را تحسین کردند. یکی از شاعران معاصر نوشت:
«خانهٔ خدا را چنان‌که در زمان پیامبر بود، بازگرداندی؛ آنچه را که فرزندان زبیر تباه کرده بودند، اصلاح کردی.»